# John Flaxman

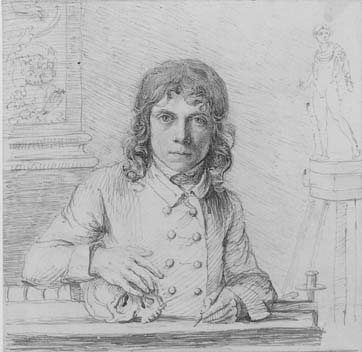
Autorretrato de John Flaxman.

John Flaxman (6 de julio de 1755, York-7 de diciembre de 1826) fue un escultor, ilustrador y dibujante inglés. Tuvo un papel muy destacado en el movimiento neoclásico en Inglaterra.
Estudió en la Royal Academy school de Londres. 
En el período entre 1775 a 1787 realizó para el reputado ceramista Josiah Wedgwood delicados relieves decorativos, inspirados en vasos y vasijas griegas y romanas. Desde 1787 hasta 1794 Flaxman vivió en Roma, donde produjo excelentes dibujos con gran fineza en sus líneas de temas épicos de los poemas de Homero la ilíada y la Odisea (1793).
Se caracteriza con un estilo de escultura muy simple y lineal sin mucha ornamentación 
Regresó a Londres en 1794, realizando notables ilustraciones del antiguo dramaturgo griego Esquilo y una serie inspirada en el Infierno de Dante. 
También esculpió numerosos monumentos, entre los que se destacan el de William Murray, primer earl de Mansfield (1801; en la Abadía de Westminster). 